# 西阿伯丁郡和金卡丁 (英國國會選區)
西阿伯丁郡和金卡丁（英語：West Aberdeenshire and Kincardine），英國國會蘇格蘭一郡選區，包括阿伯丁郡南部。選區設於1997年。
本區當區議員為自民黨的羅伯特·史密夫。他在2010年大選以38.4%選票連任。2015年起由蘇格蘭民族黨的斯圖爾特·唐納森當選。2017年起則由保守黨人擔任。